# Metopius sicheli
Metopius sicheli är en stekelart som beskrevs av André Seyrig 1934. Metopius sicheli ingår i släktet Metopius och familjen brokparasitsteklar. Inga underarter finns listade i Catalogue of Life.